# Argusfasan

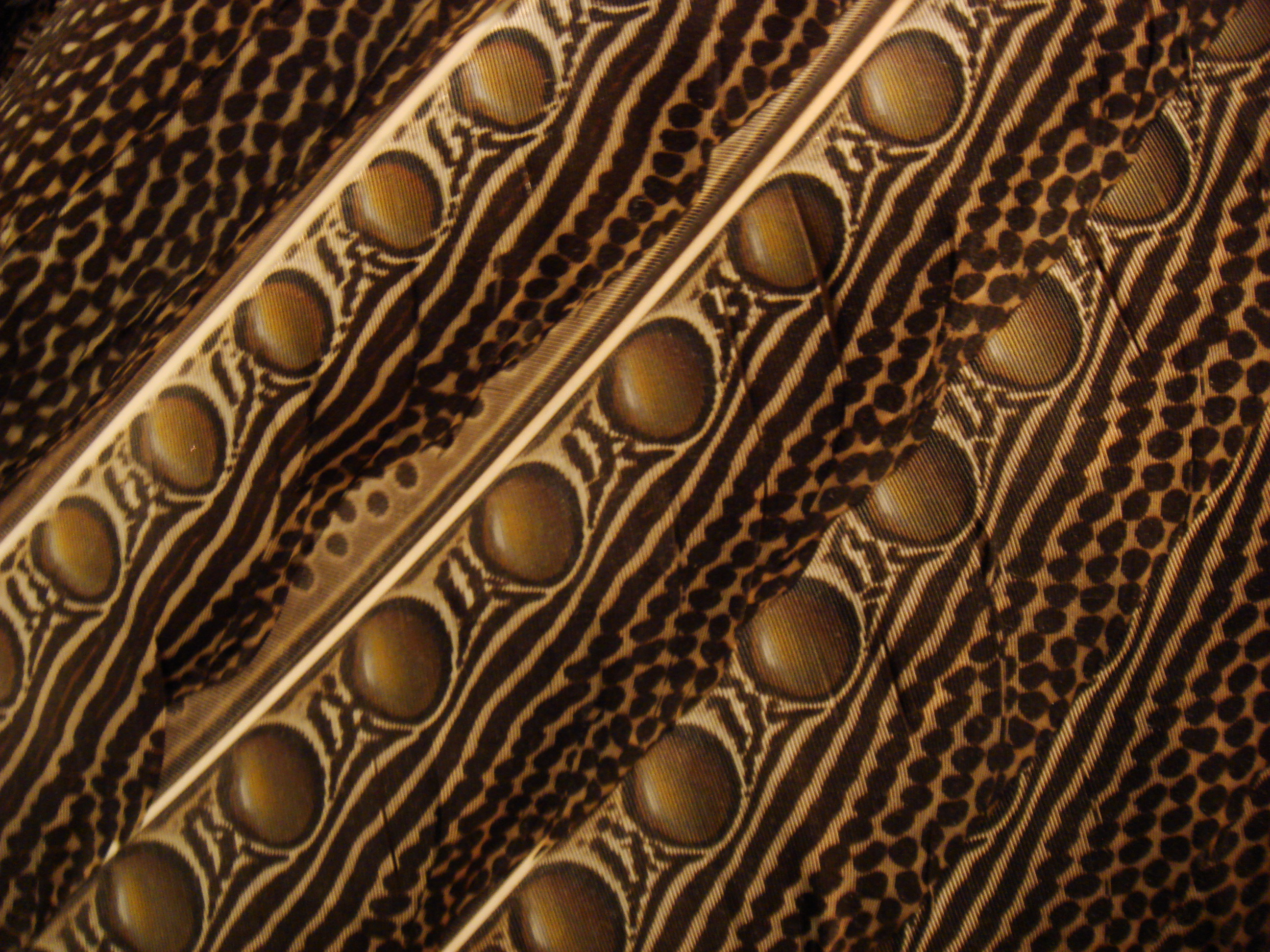
Die Augenflecken des Argusfasans

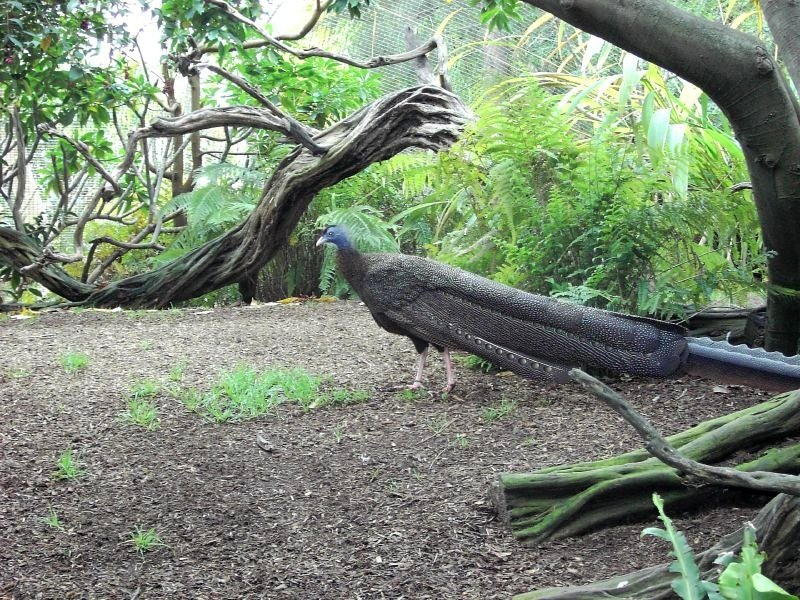
Hahn des Argusfasans mit erkennbaren verlängerten Armschwingen und Steuerfedern (aus dem Bild ragend)

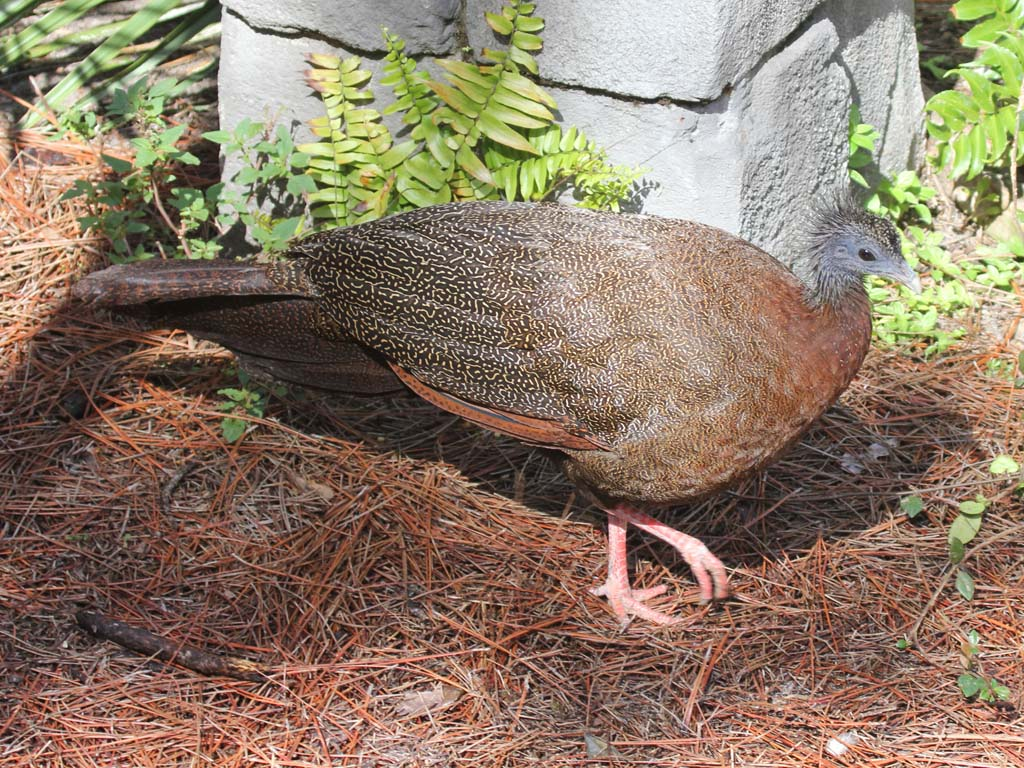
Henne des Argusfasans

Der Argusfasan oder Arguspfau (Argusianus argus) ist eine Vogelart aus der Ordnung der Hühnervögel und der Familie der Fasanenartigen. Sein Name stammt von den Augenflecken der Armfedern: Argos ist in der griechischen Mythologie ein hundertäugiger Riese.

## Merkmale
Der Körperbau des Argusfasans gleicht dem anderer Fasanenartigen. Er besitzt einen kurzen Hals mit kleinem Kopf und einen kurzen, nach unten gebogenen gelblichweißen Schnabel. Seine blassroten Füße sind kräftig und mit langen Krallen versehen. Die Art weist einen stark ausgeprägten Geschlechtsdimorphismus auf. Während das Männchen auffällige Augenflecken an den verlängerten Armschwingen besitzt, ist das Weibchen unscheinbar braun ohne besondere Ausprägungen.
Das Männchen erreicht eine Körperlänge von 160 bis 200 Zentimetern, davon fallen etwa 140 Zentimeter auf den Schwanz. Es kann bis zu 2280 Gramm schwer werden. Es hat einen dunkelbraunen Bauch und Rücken, die Brust ist rotbraun. Der Kopf und Teile des Halses sind unbefiedert, die Gesichtshaut ist blau gefärbt. Über den Kopf zieht sich ein kurzer Kamm aus schwarzen Federn. Schultern und Flügeldecken sind hell beige und mit unzähligen braunen, grauen und schwarzen Punkten übersät. Der Schwanz des Hahnes ist auf schwarzem Grund weiß gesprenkelt. Er besteht aus 12 Federn, die zur Mitte hin immer länger werden. Wie schon erwähnt besitzt der Hahn verlängerte Armschwingen. Diese sind in der Ruhestellung dachartig übereinander gelegt, sodass nur die oberste vollständig sichtbar ist. Die Spitzen der Armfedern sind gleichmäßig hellbraun gefärbt. Die Innenfahnen sind grau und braun gescheckt, die Außenfahnen weisen sieben orangefarbene und braun umrandete Augenflecke auf dunkel und weiß gestreiftem Grund auf. Die Handschwingen des Männchens sind sehr kurz, gelbbraun gefärbt und dunkel gesprenkelt.
Hennen werden 72 bis 76 Zentimeter lang, 1700 Gramm schwer und tragen weder lange Steuerfedern noch Augenflecken auf den Armschwingen. Bei ihnen sind die Armfedern kürzer und graubraun. Nur das Gesicht besitzt nackte Hautpartien, diese sind jedoch dunkel graublau. Außerdem fehlt der Federkamm auf dem Kopf. Sonst entspricht die Gefiederfärbung der des Männchens.
Hinsichtlich der Färbung und des Körperbaus unterscheidet man zwei Unterarten (s. unten).

## Lebensweise
Der Argusfasan ist sehr scheu. Aufgrund seiner verlängerten Armfedern kann er noch schlechter als andere Hühnervögel fliegen. Er frisst hauptsächlich Sämereien und andere Pflanzenteile, die er vom Boden pickt.
In der Paarungszeit verteidigt das Männchen eine offene Stelle am Waldboden. Es stößt laute, klagende Rufe aus, die denen von Pfauen sehr ähnlich sind und Weibchen anlocken sollen. Bei der Balz hebt der Hahn den Schwanz über den Körper nach vorne, breitet die Flügel aus, dreht die Handschwingen nach oben und zuckt mit diesen. Nach der Paarung sucht sich der Hahn eine neue Partnerin. Das Weibchen kümmert sich alleine um den Nachwuchs. Es legt zwei rotbraune Eier in eine einfache Mulde auf den Boden. Das Gelege wird ca. 25 Tage lang bebrütet. Die Jungen sind Nestflüchter und folgen der Henne dicht am Körper. Sie nehmen die Nahrung aus dem Schnabel der Mutter. Mit dem Alter von etwa einem Jahr erreichen sie die Geschlechtsreife.
Thylaconema sigmura ist ein in der Leibeshöhle des Argusfasans parasitierender Fadenwurm.

## Systematik
Der Argusfasan steht in der Gattung Argusianus, die der Gattung Rheinardia recht ähnlich ist. Wie sie hat Argusianus zwölf Steuerfedern, unterscheidet sich aber durch das verlängerte mittlere Paar, das viermal so lang sein kann wie die äußeren Steuerfedern. Ein weiteres Merkmal dieser Gattung sind die deutlich verlängerten Armschwingen, die wesentlich länger als die Handschwingen sind. Kopf und Hals sind größtenteils unbefiedert. Sporne am Lauf sind nicht ausgeprägt.
Lange Zeit wurde der Doppelband-Argusfasan (A. bipunctatus) als zweite Art der Gattung angesehen. Sie wurde aufgrund einer einzelnen Feder im Jahr 1871 beschrieben und war lange sehr umstritten, da sich keine Exemplare dieser Art finden ließen. 2009 wurde endgültig dargelegt, dass es sich bei der beschriebenen Feder um eine abnormale Feder des Argusfasans handelt und die Art ungültig ist. Die Gattung Argusianus ist daher monotypisch.
Innerhalb des Verbreitungsgebietes treten zwei Unterarten auf:
- Malaiischer Argusfasan (A. a. argus Linnaeus 1766). Die Nominatform kommt auf dem asiatischen Festland und auf Sumatra vor. Der Hahn wird 170 bis 200 Zentimeter lang, die Henne zwischen 75 und 76 Zentimetern.
- Borneo-Argusfasan (A. a. grayi Elliot 1865). Er kommt auf Borneo vor. Der Hahn wird 160 bis 180 Zentimeter lang, die Henne erreicht eine Länge von 72 bis 73 Zentimetern. Er ist zierlicher als die Nominatform, besitzt einen größeren roten Brustfleck, seine Gesichtshaut ist kräftiger gefärbt und sein Federkamm ist stärker ausgeprägt.

## Lebensraum, Verbreitung und Schutz
Der Argusfasan lebt im tropischen Regenwald Südostasiens. Er bewohnt Höhen von maximal 1300 Metern, kommt aber für gewöhnlich nur bis etwa 900 Meter Höhe vor. Der Vogel lebt im Süden von Bangladesch, Thailand und Myanmar sowie auf der Malaiischen Halbinsel, auf Sumatra und Borneo.
Die Populationen nehmen langsam ab. Gründe dafür sind das Roden der Wälder und die Jagd. In der IUCN Redlist (Rote Liste gefährdeter Arten) wird der Argusfasan als „potenziell gefährdet“ (near threatened) geführt.